# Spencer Martin
Spencer Martin (* 8. Juni 1995 in Oakville, Ontario) ist ein kanadischer Eishockeytorwart, der seit Januar 2024 bei den Carolina Hurricanes aus der National Hockey League (NHL) unter Vertrag steht und parallel für deren Farmteam, die Chicago Wolves, in der American Hockey League zum Einsatz kommt. Zuvor war Martin bereits für die Colorado Avalanche, Vancouver Canucks und Columbus Blue Jackets in der NHL aktiv. Sein Schwager Jonah Gadjovich ist ebenfalls professioneller Eishockeyspieler.

## Karriere
Martin spielte in der Saison 2010/11 für die Toronto Junior Canadians in der Greater Toronto Midget Major League, bei denen er in 50 Partien durchschnittlich 2,27 Tore kassierte (fünf Shutouts). In vier Partien im OHL Cup 2011 wurde er durchschnittlich 3,24-mal bezwungen. An den Canada Games 2011 spielte er für das Team Ontario. Martin wurde am Ende der Saison im OHL Priority Selection 2011 von den Mississauga St. Michael’s Majors an 18. Stelle ausgewählt.

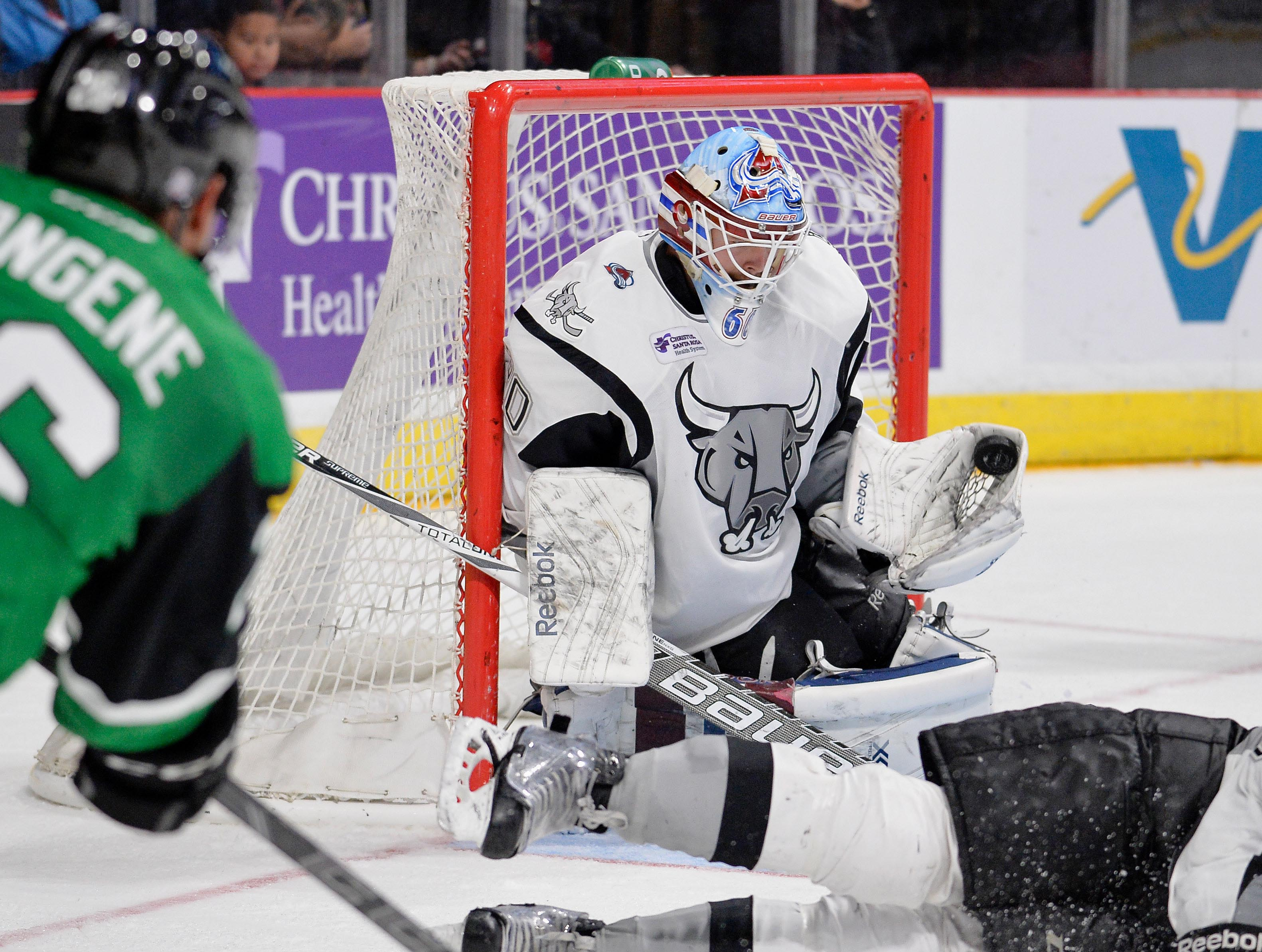
Martin im Trikot der San Antonio Rampage

In seiner ersten OHL-Saison 2011/12 war Martin nur Ersatz hinter J. P. Anderson und Brandon Maxwell; dementsprechend absolvierte er nur 15 Partien. Durchschnittlich musste er 3,98-mal hinter sich greifen (Fangquote 88,5 %). In den Playoffs kam er nicht zum Einsatz. Spencer Martin spielte für Ontario bei der World U-17 Hockey Challenge 2012; durchschnittlich wurde er 1,95-mal bezwungen (Fangquote 93,1 %). Er stand auch im Aufgebot für die Eishockey-Weltmeisterschaft der U18-Junioren 2012, wurde jedoch nicht eingesetzt.
Spencer Martin lief in der Spielzeit 2012/13 in 46 Partien für sein bisheriges Team, welches in Mississauga Steelheads umbenannt worden war, auf. In den Playoffpartien gegen die Belleville Bulls wurde er in der ersten Partie (Resultat 1:8) als Ersatz für Tyson Teichmann eingesetzt. Bei der Eishockey-Weltmeisterschaft der U18-Junioren 2013 wurde er in zwei Partien eingesetzt, bei denen er insgesamt zwei Tore einfing (Fangquote 94,1 %). Ende der Saison wurde er im NHL Entry Draft 2013 an 63. Stelle von den Colorado Avalanche gedraftet.
Ab der Saison 2015/16 spielt Martin in der Organisation der Avalanche, wobei er in seinem ersten Jahr regelmäßig zwischen den San Antonio Rampage aus der American Hockey League (AHL) und den Fort Wayne Komets aus der ECHL wechselte. Mit Beginn der Spielzeit 2016/17 etablierte sich der Kanadier jedoch in der AHL und feierte im Saisonverlauf gar sein NHL-Debüt. Im Juli 2019 wechselte Martin als Free Agent zu den Tampa Bay Lightning, kam dort in den folgenden beiden Spielzeiten aber ausschließlich in den unterklassigen Farmteams zu Einsätzen. Zwei Jahre später wurde der Torhüter gegen zukünftige Gegenleistungen zur Organisation der Vancouver Canucks transferiert. Dort kam er in einem Zeitraum von zwei Jahren immer häufiger in der NHL zum Einsatz, verbrachte aber auch weiterhin signifikante Zeit in der AHL bei den Abbotsford Canucks. Im Rahmen der Vorbereitung auf die Spielzeit 2023/24 setzten die Canucks Martin Ende September 2023 auf den Waiver, von wo ihn die Columbus Blue Jackets auswählten und somit seinen laufenden Vertrag übernahmen. In gleicher Weise gelangte er im Januar 2024, nach 13 Einsätzen für die Blue Jackets, zu den Carolina Hurricanes.

## Erfolge und Auszeichnungen
- 2012 OHL Second All-Rookie Team
- 2017 Teilnahme am CHL Top Prospects Game
- 2017 Teilnahme am AHL All-Star Classic

### International
- 2012 Bronzemedaille bei der World U-17 Hockey Challenge
- 2012 Geringster Gegentorschnitt bei der World U-17 Hockey Challenge
- 2012 Bronzemedaille bei der U18-Junioren-Weltmeisterschaft
- 2013 Goldmedaille bei der U18-Junioren-Weltmeisterschaft

## Karrierestatistik
Stand: Ende der Saison 2024/25

### International
Vertrat Kanada bei:
- World U-17 Hockey Challenge 2012
- U18-Junioren-Weltmeisterschaft 2012
- U18-Junioren-Weltmeisterschaft 2013

(Legende zur Torhüterstatistik: GP oder Sp = Spiele insgesamt; W oder S = Siege; L oder N = Niederlagen; T oder U oder OT = Unentschieden oder Overtime- bzw. Shootout-Niederlage; Min. = Minuten; SOG oder SaT = Schüsse aufs Tor; GA oder GT = Gegentore; SO = Shutouts; GAA oder GTS = Gegentorschnitt; Sv% oder SVS% = Fangquote; EN = Empty Net Goal; 1 Play-downs/Relegation; Kursiv: Statistik nicht vollständig)